# روبرت جي. لارسون
روبرت جي. لارسون هو سياسي أمريكي، ولد في 4 ديسمبر 1932. نشط حزبياً في الحزب الجمهوري. وقد انتخب عضو جمعية ولاية ويسكونسن ‏.